# Sino-Mauriciens
Les Sino-Mauriciens sont un groupe ethnique de Maurice constitué de citoyens mauriciens d'ascendance chinoise. Ils sont pour la plupart chrétiens.

## Personnalités
- Lim Kee Chong, ancien arbitre mauricien qui a officié dans deux coupes du monde (1994 et 1998).
- Michaël Sik Yuen